# Bengali-Fodé Koita
Bengali-Fodé Koita (* 21. Oktober 1990 in Antony) ist ein französischer Fußballspieler.

## Vereinskarriere
Der Stürmer Koita, der guineischer Abstammung ist, wurde 2006 in die Nachwuchsabteilung des Profiklubs HSC Montpellier aufgenommen und schaffte bei diesem zu Beginn der Saison 2008/09 den Sprung in den Profikader. In der nachfolgenden Zeit wurde er ausschließlich in der zweiten Mannschaft aufgeboten und es dauerte bis zum 16. Januar 2009, dass der damals 18-Jährige bei einer 0:2-Niederlage in einer Zweitligabegegnung gegen den SC Amiens in der 73. Minute für Thomas Deruda eingewechselt wurde und so sein Profidebüt bestreiten konnte. Bis zum Saisonende absolvierte er keine weitere Partie für das Team, das in diesem Jahr den Aufstieg in die erste Liga erreichte. Sein Erstligadebüt gelang ihm am 13. März 2010, als er in der 89. Spielminute als Ersatz für Souleymane Camara den Platz betrat. Dem folgten mehrere Jahre, in denen sporadisch auf ihn zurückgegriffen wurde. Aufgrund dessen wurde er im Januar 2012 an den Zweitligisten RC Lens verliehen. Für Lens lief er regelmäßig auf und war dabei meist als Teil der Startelf gesetzt. Dazu erzielte er für diesen am 6. März 2012 bei einem 2:0 gegen die US Boulogne seinen ersten Treffer im Profibereich. Zum Ende der Spielzeit 2011/12 kehrte er zurück zum HSC Montpellier, der zuvor die nationale Meisterschaft gewonnen hatte. Da Koita in der Hinrunde an vier Ligabegegnungen teilgenommen hatte, gehört auch er der Meistermannschaft an.
Im August 2012 wurde er kurz nach seiner Rückkehr wieder verliehen, wobei sein neuer Arbeitgeber mit dem Le Havre AC wieder ein Zweitligist war. Bei diesem erhielt er zwar regelmäßig Spielpraxis, kam dabei aber meistens von der Bank. 2013 endete die Leihe und er hielt sich den Sommer über erneut in Montpellier auf, doch am 31. August 2013 wurde er ablösefrei an den zweitklassig antretenden SM Caen abgegeben. Dort war ihm zunächst wie in Le Havre eine Rolle als Joker vorbehalten, sodass er in der Regel als Einwechselspieler verwendet wurde. In der Rückrunde konnte er sich jedoch auf der Position des Rechtsaußen einen Stammplatz erkämpfen. Im Mai 2014 machte das Team den Aufstieg in die oberste Spielklasse perfekt. Auch in dieser wurde Koita anschließend regelmäßig aufgeboten und erreichte mit seinen Kollegen im ersten Jahr den Klassenerhalt.
Nach dem Auslaufen seines Vertrags wechselte er erstmals ins Ausland, indem er sich dem englischen Zweitligisten Blackburn Rovers anschloss.
In der Wintertransferperiode 2015/16 wechselte er zum türkischen Erstligisten Kasımpaşa Istanbul.

## Nationalmannschaft
Am 2. Juni 2011 debütierte Koita bei einem 1:0-Sieg gegen Serbien für die französische U-21-Nationalelf und kam drei Tage darauf bei einem 1:1 gegen die Ukraine zu einem weiteren Einsatz. Danach wurde er nicht mehr berücksichtigt.

## Erfolge
- Türkischer Meister: 2021/22